# حبیب‌بیگ استاجلو
حبیب‌بیگ استاجلو از سران طایفه استاجلو (از طوایف قزلباش) بود. وی مدتی حاکم و دژبان قلعه قهقهه بود اما به دلیل درگیری با اسماعیل میرزا (بعدها شاه اسماعیل دوم) (رویداد قلعه قهقهه) از سوی شاه طهماسب یکم صفوی از کار بر کنار شد.